# Odontolakis bicolor
Odontolakis bicolor är en insektsart som beskrevs av Brongniart 1897. Odontolakis bicolor ingår i släktet Odontolakis och familjen vårtbitare. Inga underarter finns listade i Catalogue of Life.